# Rio Frio (Bragance)
Pour les articles homonymes, voir Rio Frio.
Rio Frio fut une freguesia portugaise du concelho de Bragance, qui avait une superficie de 33,95 km2 pour une population de 203 habitants en 2011. Densité: 6 hab/km2.
Elle disparut en 2013, dans l'action d'une réforme administrative nationale, ayant fusionné avec la freguesia de Milhão, pour former une nouvelle freguesia nommée União das Freguesias de Rio Frio e Milhão.